# Стефанович-Донцов Михайло
Стефанович-Донцов Михайло — лікар.

## Життєпис
Народився у середині 18 ст. в Україні, у родині священника. Вчився у Києво-Могилянській Академії та Медичній школі при Петербурзькому адміралтейському шпиталі, після чого працював військовим лікарем. Брав участь у боротьбі з епідеміями в Україні, був кілька разів репресований за виступи проти сваволі дідичів.
Написав низку праць (вони лишилися у рукописах) про чуму, переломи кісток, епілепсію, про допомогу при укусах тарантула та ін.; запропонував спеціальний інструмент для видалення чужорідних тіл зі стравоходу. Помер на початку 19 ст.